# Linda Addison

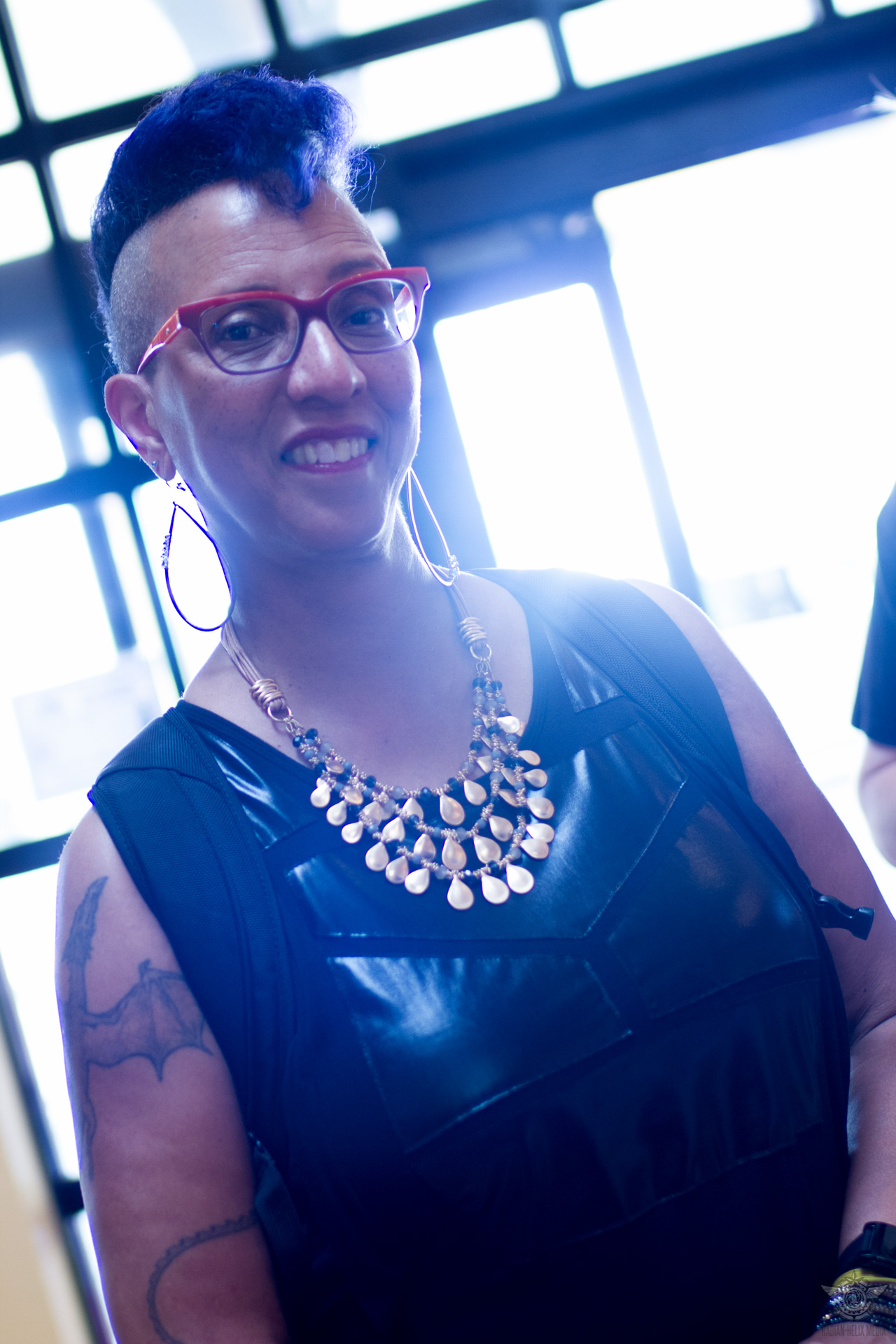
Linda Addison, 2014

Linda D. Addison (* 8. September 1952 in Philadelphia) ist eine US-amerikanische Science-Fiction-, Fantasy- und Horror-Schriftstellerin. Addison ist die erste afroamerikanische Gewinnerin des Bram Stoker Awards, den sie sechsmal gewann.

## Biografie
Addison wurde am 8. September 1952 in Philadelphia, Pennsylvania geboren. Sie ist das älteste von neun Kindern, die Janet Marie Webster (geb. Warrick) und J. Decarsta Webster geboren haben. Addison war schon früh von der Kraft des Geschichtenerzählens inspiriert. Janet, eine Hausfrau, die nie die High School abgeschlossen hatte, unterhielt ihre Kinder jeden Abend mit selbst verfassten Geschichten und Erzählungen und fügte ihre Kinder als Charaktere in ihre fantastischen Fabeln ein. Die Geschichten endeten immer mit einer Note von Mysterium und Intrigen und inspirierten die junge Linda, das Mysteriöse und Magische, Hell und Dunkel weiter zu erforschen. Schließlich begann sie, ihre Gefühle, Geschichten und Erfahrungen aufzuzeichnen, um die Grundlage für ihre spätere Karriere als Schriftstellerin zu legen.
Addison besuchte von 1970 bis 1975 die Carnegie Mellon University in Pittsburgh, Pennsylvania, und schloss sie mit einem Bachelor of Science in Mathematik ab.
Sie zog 1975 mit ihrem Verlobten Ken Addison nach New York City und begann bei RCA Records in der Abteilung für ausländische Lizenzgebühren zu arbeiten. Das Paar heiratete 1975 und ihr Sohn Brian wurde 1982 geboren.
Addison trennte sich 1992 von Ken Addison und ihre Scheidung wurde 1995 abgeschlossen. Addison begann 1995 eine Beziehung mit dem Horror-Autor Gerard Houarner. Sie heirateten 2004, trennten sich jedoch 2010 und ließen sich 2015 scheiden.
Sie lebt derzeit in der Nähe von Tucson.

## Karriere
Im Jahr 1996 wurde Addisons Kurzgeschichte Little Red in the Hood in Tomorrow Speculative Fiction veröffentlicht und lobend in der jährlichen Best Fantasy and Horror-Anthologie des Jahres 1997 erwähnt.
Während ihrer Zeit bei Carnegie Mellon wurde Addison ein Fan des Science-Fiction-Autors Isaac Asimov und begann regelmäßig, Kurzgeschichten zur Veröffentlichung in der Zeitschrift Asimovs Science Fiction einzureichen. Im New York Is Book Country lernte sie den einflussreichen Science-Fiction-Autoren und Herausgeber Frederik Pohl kennen. Als sich ihre Diskussion der Veröffentlichung zuwandte, riet Pohl, um in Science-Fiction veröffentlicht zu werden, „muss jeder eine Geschichte darüber schreiben, wie die Dinosaurier starben“. Addison nahm den Rat an und entwarf aus einer Kurzgeschichte ein Gedicht mit dem Titel Warum die Dinosaurier starben; es wurde 1997 in Asimovs Science Fiction veröffentlicht. Zwischen 1997 und 1999 wurde sie viermal in Asimovs Magazin veröffentlicht.
1997 veröffentlichte sie ihre erste Science-Fiction-, Fantasy- und Horror-Sammlung mit Kurzgeschichten, Tagebucheinträgen und Gedichten mit dem Titel Animated Objects, die eine Einführung des Science-Fiction- und Fantasy-Schriftstellers Barry N. Malzberg enthält.
Der afroamerikanische Herausgeber Sheree Thomas forderte afroamerikanische Autoren auf, Beiträge für eine Sammlung einzureichen, die zur bahnbrechenden Anthologie wurde: Dark Matter: A Century of Speculative Fiction From the African Diaspora. Addisons Arbeiten wurden zusammen mit denen von Octavia E. Butler, Samuel R. Delaney, Tananarive Due und Walter Mosley vorgestellt. Addison Werke wurden nun regelmäßig in Dark Dreams und Dark Thirst abgedruckt.
Inspiriert von der Veränderung ihres Lebens nach dem Zusammenbruch ihrer Ehe, schuf sie die mit dem Bram Stoker Award ausgezeichnete Gedichtsammlung Consumed, Reduced to Beautiful Grey Ashes. Addison war der erste afroamerikanische Autor, der diese prestigeträchtige Auszeichnung gewann. Die erste Signierstunde für diese Sammlung fand am 11. September 2001 im Barnes & Noble im Rockefeller Center statt. Das erste Gedicht in der Sammlung trägt den Titel Fire/Fight, obwohl die Sammlung aus Addisons persönlichen Schriften und Überlegungen vor den Ereignissen des 11. September stammte, konnten Kritiker und Fans des Buches nicht anders, als bestimmte Themen mit aktuellen Ereignissen in Verbindung zu bringen, wie Verlust, Verwüstung in Verbindung mit Wiedergeburt, Wiederaufbau und der Widerstandsfähigkeit des menschlichen Geistes.
2007 erschien ihr dritter Gedichtband und ihre zweite mit dem Bram Stoker Award ausgezeichnete Sammlung: Being Full of Light, Insubstantial. Diese emotionale Tour de Force wurde von Ereignissen inspiriert, die außerhalb von Addisons Kontrolle lagen. Bei ihrer Mutter Janet wurde Alzheimer diagnostiziert, und Addison fühlte sich am 1. Januar 2007 seltsamerweise in ihr Büro gezogen. Sie beschreibt die Erfahrung als „as something she had never felt before, it was as if a voice came to her in meditation and gently whispered... 100 poems.“ Die Sammlung, die daraus entstand, war eine Verschmelzung von Nachdrucken und neuer Poesie. Addison hat ihr 100. Gedicht am 14. März 2007 fertiggestellt.
Addison ist Mitglied der Horror Writers Association und nimmt jährlich an der Northeastern Writers’ Conference (Camp Necon) teil. Sie hat an Foren mit Harlan Ellison, Jack Ketchum und L. A. Banks teilgenommen.
Addison war 2005 „Poet Guest of Honor“ auf der World Horror Convention.
Ihre Texte wurden im Essence Magazine veröffentlicht, und sie ist derzeit Lyrikredakteurin für das Space and Time Magazine. Addison hat mehrfach an Ellen Datlows Fantastic Fiction Reading Serie in der KGB Bar in New York City teilgenommen.
Im März 2012 gewann Addison ihren dritten Bram Stoker Award für How To Recognize A Demon Has Become Your Friend, eine Sammlung von Nachdrucken, neuen Gedichten und Kurzgeschichten.
2014 gewann sie ihren vierten Bram Stoker Award für The Four Elements, eine Gedichtsammlung, die von der klassischen Vier-Elemente-Lehre inspiriert wurde. Das Buch entstand nach einer Diskussion zwischen Addison und Houarner über weibliche Bram-Stoker-Preisträger. Addison kontaktierte drei mit dem Bram Stoker Award ausgezeichnete Autorinnen und bat sie, ihr „Element“ auszuwählen. Marge Simon (Erde), Rain Graves (Wasser), Charlee Jacob (Feuer) und Addison (Luft).
Neben ihren Anthologien schrieb sie eine große Anzahl an Kurzgeschichten, Gedichten und Essays.
Ihr Gedicht Summer Time(lesness) wurde 2020 mit dem Rhysling Award ausgezeichnet.
Addison hat in ihrem ganzen Leben zahlreiche kreative Einflüsse angeführt, darunter Edgar Allan Poe, William Shakespeare, James Baldwin, Toni Morrison, Alice Walker, Gil-Scott Heron, Langston Hughes und David Lynch.

## Auszeichnungen
- 2002: Bram Stoker Award für Consumed, Reduced to Beautiful Grey Ashes als beste Gedichtsammlung
- 2008: Bram Stoker Award für Being Full of Light, Insubstantial als beste Gedichtsammlung
- 2012: Bram Stoker Award für How to Recognize a Demon Has Become Your Friend als beste Gedichtsammlung
- 2014: Bram Stoker Award für Four Elements (mit Marge Simon, Rain Graves, Charlee Jacob) als beste Gedichtsammlung
- 2018: Bram Stoker Award für das Lebenswerk[6]
- 2020: Bram Stoker Award The Place of Broken Things als beste Gedichtsammlung
- 2020 Rhysling Award für Summer Time(lesness) in der Kategorie Short Poem

## Bibliografie (Auswahl)

### Storysammlungen
- Animated Objects, Space & Time 1997, ISBN 0-917053-10-9
- Consumed, Reduced to Beautiful Grey Ashes, Space & Time 2001, ISBN 0-917053-13-3
- Being Full of Light, Insubstantial, Space & Time 2007, ISBN 978-0-917053-16-0
- How to Recognize a Demon Has Become Your Friend, 2011, ISBN 978-1-5301-2810-5
- Dark Duet, Six Star Tree Publications 2013, ISBN 978-1-4819-0264-9 (mit Stephen M. Wilson)

### Anthologien
- The 2002 Rhysling Anthology, SFPA 2002
- Four Elements, Bad Moon Books 2012, (mit Rain Graves, Charlee Jacob und Marge Simon)
- Sycorax's Daughters, Cedar Grove Publishing 2017, ISBN 978-1-941958-51-3 (mit Kinitra D. Brooks und Susana M. Morris)
- StokerCon 2019 Souvenir Anthology, Horror Writers Association 2019, ISBN 978-1-7328035-2-7